# Vetle Andersen
Vetle Gregle Andersen (ur. 20 kwietnia 1964 w Kristiansand) – norweski piłkarz występujący na pozycji obrońcy.